# Asesinato de Antonio José de Sucre
El asesinato de Antonio José de Sucre fue el magnicidio del mariscal venezolano Antonio José de Sucre, ocurrido en Colombia en 1830 a manos del coronel Apolinar Morillo y otros asesinos más, bajo un plan del futuro presidente José María Obando. Fue un gran golpe contra el bando bolivariano y un evento fundamental para la disolución de la Gran Colombia.

## Historia
En 1830, a vísperas de la disolución de la Gran Colombia, Sucre fue elegido el último presidente del Congreso Admirable del país y era una pieza clave para la estabilidad de la nación. 
Obando recibió a Manuel Guerrero, emisario de Flores, y mantuvieron una reunión secreta. Después de eso, planificó el asesinato junto a José Hilario López y el comandante Mariano Antonio Álvarez. Encargaron la operación a Apolinar Morillo, quien se encontraría con José Erazo y el coronel Juan Gregorio Sarria, criminales al servicio de Obando, en un lugar donde Erazo tenía una casa y desde allí contrataron a los demás implicados: Juan Cuzco y los soldados Andrés Rodríguez y Juan Gregorio Rodríguez.
Al volver Sucre de Bogotá, cuando iba a encontrarse con su familia en Quito, fue emboscado y asesinado de tres disparos por varios asesinos, entre esos Apolinar Morillo, en la montaña de Berruecos al sur de Colombia, territorio que José María Obando y Juan José Flores dominaban. Ambos se culparon mutuamente por el asesinato de Sucre.

## Consecuencias
La muerte de Sucre fue un gran golpe para Simón Bolívar, quien lo veía como su sucesor y murió ese mismo año. También apagó la reacción bolivariana de Rafael Urdaneta y fue un hecho fundamental para la disolución de la Gran Colombia.
Rafael Urdaneta, presidente de Colombia en ese entonces, ordenó comenzar el juicio contra Obando y López, pero al dejar su gobierno en 1831, Obando se hizo presidente y las investigaciones se detuvieron, mientras que las pruebas se perdieron.
En 1839 se retomó el juicio, con Erazo preso. Morillo fue interrogado y confesó los hechos, delatando a los implicados y declarando que había actuado por orden de Obando.
El 18 de agosto de 1842 un Consejo de Guerra sentenció a Morillo a la pena capital y recomendó al presidente de la Nueva Granada, Pedro Alcántara Herrán solicitar en extradición a Obando y varios de sus cómplices, refugiados en Perú. La Suprema Corte Militar propuso a Alcántara la conmutación de la pena a Morillo, pero el presidente Alcántara no estuvo de acuerdo. El 30 de noviembre de ese año Morillo fue fusilado en la plaza mayor de Bogotá. Otros asesinos de Sucre murieron envenados.